# Timo Kotipelto

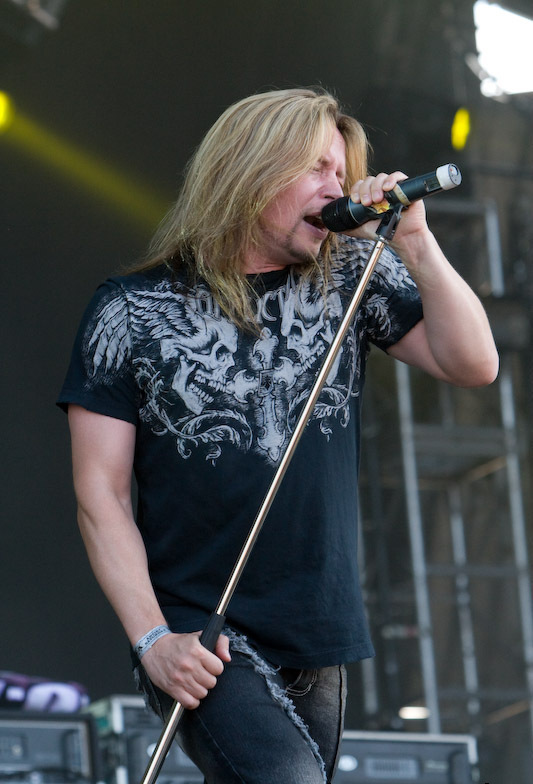
Timo Kotipelto (2007)

Timo Kotipelto (* 15. März 1969 in Lappajärvi, Finnland) ist der Sänger der finnischen Power-Metal-Band Stratovarius.

## Leben
Kotipelto nahm fünf Jahre lang Gesangsunterricht an der Musikhochschule in Helsinki. In dieser Zeit sang er für die Amateur-Coverband Filthy Asses. Im Sommer des Jahres 1994 besuchte er ein Casting der Band Stratovarius, die zu diesem Zeitpunkt einen Sänger suchten, und wurde in die Band aufgenommen. Das erste Album, das er mit der Band aufnahm, war Fourth Dimension im Jahre 1995. Es ist offensichtlich, dass Stratovarius erst mit Kotipeltos Stimme internationalen Ruhm erlangen konnten.
Ende des Jahres 2003 kündigte Timo Tolkki an, dass Kotipelto aus der Band geworfen sei und auf zukünftigen Alben durch die finnische Sängerin Katriina Wiiala ersetzt werde. Nach dem daher chaotischen Jahr 2004, in dem Stratovarius eine scheinbare „Abschiedstournee“ unternahmen, kehrte er im Januar 2005 jedoch wieder zur Band zurück.
Kotipelto hat auch drei Soloalben veröffentlicht, u. a. mit der Unterstützung von Mitgliedern der Bands Symphony X, Children of Bodom, HIM, Sonata Arctica und Thunderstone. Ebenso wirkte er mehrfach als Gastsänger bei Warmen mit.
Mit der Single "Sleep Well", unter anderem auch bekannt als Soundtrack des Filmes "Vares 2", der im Januar Premiere hatte, landete Kotipelto auf Platz #5 der finnischen Charts, mit dem Album "Serenity", erschienen auch am 20. April in Europa schaffte es Kotipelto auf Platz #8 der finnischen Charts.
2009 nahm er mit dem Chor von Lappajärvi bei der TV-Sendung Kuorosota teil, in der Chöre aus verschiedenen finnischen Städten unter der Leitung von Prominenten gegeneinander antreten. Kotipeltos Chor konnte sich im Finale am 1. März 2009 gegen den Chor von Espoo durchsetzen. Im Jahr 2015 hatte er einen Gastauftritt in dem Kinderfilm Heavysaurus – Ein rockiges Steinzeit-Abenteuer, der auf den Figuren der Band Hevisaurus (deutsch Heavysaurus) basiert.

## Diskografie

### Mit Stratovarius
- Fourth Dimension (1995)
- Episode (1996)
- Visions (1997)
- Visions Of Europe (1998, Live)
- Destiny (1998)
- Infinite (2000)
- Intermission (2001)
- Elements Pt. 1 (2003)
- Elements Pt. 2 (2003)
- Stratovarius (2005)
- Polaris (2009)
- Elysium (2011)
- Nemesis (2013)
- Eternal (2015)
- Enigma: Intermission 2 (2018)
- Survive (2022)

### Mit Cain’s Offering
- Gather the Faithful (2009)
- Stormcrow (2015)

### Solo
- Waiting for the Dawn (2002)
- Coldness (2004)
- Serenity (2007)
- Blackoustic (mit Jani Liimatainen, 2013)